# Skrobów
Skrobów (prononciation : [ˈskrɔbuf]) est un village polonais de la gmina de Lubartów dans le powiat de Lubartów de la voïvodie de Lublin dans l'est de la Pologne.
Il se situe à environ 4 kilomètres à l'ouest de Lubartów (siège de la gmina et du powiat) et 25 kilomètres au nord de Lublin (capitale de la voïvodie).
Le village comptait approximativement une population de 508 habitants en 2010.

## Histoire
Lors de l'Insurrection de Janvier 1863, environ 400 insurgés polonais ont essayé de capturer les canons russes qui étaient stationnés à Skrobów et de mener une attaque contre la garnison russe de Lubartów. L'attaque polonaise a été repoussé. 
De 1975 à 1998, le village est attaché administrativement à l'ancienne Voïvodie de Lublin.

Depuis 1999, il fait partie de la nouvelle voïvodie de Lublin.